# Литостратиграфија
Литостратиграфија је дисциплина стратиграфије која се бави разврставањем геолошких стенских јединица на литостратиграфске јединице које носе своја имена. 

## Јединице
У литостратиграфији формација има средишњи положај. Под тим појмом подразумева се скуп стена које су вертикално и хоризонтално више или мање уједначеног састава, што указује на једноличне услове настанка или услове који су се правилно мењали. Свака формација у називу има две речи. Прва реч означава локалитет где је формација први пут описана док друга реч код литолошки једноличних означава врсту стене.
Литостратиграфске јединице могу бити формалне и неформалне.
Формалне јединице препознате су међународно и могу се користити за описивање стена, њихове старости и састава у међународним публикацијама. Најчешће су јединице у различитим геолошким провинцијама (депресијама, басенима) у истој или суседним земљама корелативне. Формалне литостратиграфске јединице (од највеће према најмањој) су:
- супергрупа
- група
- формација
- члан
- слој

Неформалне литостратиграфске јединице препознате су само локално, на подручју где су коришћене у сврху геолошког описа стена неког мањег временског интервала. Ипак, неколико километара даље у простору, а посебно у другој геолошкој провинцији те јединице нису више ваљане, односно употребљиве. 